# Gakuto Kondō
Pour les articles homonymes, voir Kondō.
Gakuto Kondō (近藤 岳登, Kondō Gakuto) est un footballeur japonais né le 10 février 1981 à Toyokawa. Il évolue au poste de défenseur.